# Chapelle de Polier
La chapelle de Polier (ou Poliet) est située sur la commune de Villebret, dans le département de l'Allier, en France.

## Localisation
La chapelle est située au nord de Beauregard et à 1,7 km au sud-ouest du château des Modières.

## Description
Église des 11e et 12e siècles, ouverte au sud par une porte au linteau en accolade ajoutée au XVe siècle. 
L'édifice comprend une nef de deux travées, terminée par un chœur de deux travées et un chevet plat. Une charpente a remplacé les berceaux en plein cintre primitifs. 
La façade est surmontée d'un clocher-mur à deux baies. L'entrée primitive s'effectuait à l'ouest par un portail dont l'ouverture rectangulaire est accostée de deux colonnes dont les chapiteaux de feuillages à enroulements supportent le rouleau inférieur de l'arc en plein cintre inscrivant le tympan nu. Les vantaux de ce portail roman ont conservé leurs pentures. 
Les ferronneries de cette porte représentent des courbes, des têtes de serpents, des feuilles lancéolées et une représentation humaine stylisée.

## Historique
La chapelle actuelle fut bâtie aux XIe et XIIe siècles et dédiée à saint Sulpice, comme dépendance de l'abbaye de Menat.
L'édifice est inscrit au titre des monuments historiques en 1935. Il reste la propriété de la famille Michel des Modières, qui possède également le château des Modières jusqu'en 1994, date à laquelle il est vendu à la commune de Villebret.